# Тип: неизвестный
«Тип: неизвестный» (англ. The Outer Limits: Specimen: Unknown) — телефильм, 22 серия 1 сезона телесериала «За гранью возможного» 1963—1965 годов. Режиссёр: Герд Освальд. В ролях — Стефен МакНелли, Ричард Джекил, Гейл Кобе, Джон Келлогг, Питер Болдуин.

## Вступление
В течение многих столетий Человек обращался к небесам и стремился раскрыть тайны Вселенной. С помощью телескопа он открывал кратеры и пещеры на Луне, каналы и реки Марса, но это для человека было ограниченным, и настойчивая жажда знаний человека не была удовлетворена, пока он не сломал массивные цепи силы тяжести и не ступил ногой непосредственно на иную планету, кроме его собственной. Проект «Дионис» был первым серьёзным человеческим предприятием в космосе — памятником его технической изобретательности и храбрости, зеленым светом к ста другим проектам, которые вознесут человека ещё дальше. Проект «Анубис» — это лаборатория, движущаяся по кругу на тысячу миль выше Земли, крошечная станция, с огромным миром соединенная только по радио и в памяти, экипаж — горстка людей, посвятившая себя изучению неизвестного для будущих космических путешественников. В шесть часов десять минут восьмого января, лейтенант Руперт Говард наткнулся на нечто, цепляющееся за стену космического шлюза, которое казалось живым. Он назвал их «космическими прилипалами», как временное наименование. Но это было совсем не то.

## Сюжет
Член команды астронавтов-исследователей находит странный организм за пределами космической станции. Выставленный на свет и попавший в воздушную среду объект развивается в красивый цветок — но у него смертельный аромат, и агрессивная склонность к росту. Когда астронавты возвращаются на Землю в поисках помощи, они приносят новый агрессивный вид с собой на нашу планету. Существа начинают распространяться по Земле, пока они не разрушены ураганным ливнем.

## Заключительная фраза
Есть многое наверху, злое и голодное, удивительное и роскошное. А также доброе. Такая милосердная вещь, как дождь.